# Eben Venter
Eben Venter (Burgersdorp, Oost-Kaap, 1954) is een Zuid-Afrikaanse schrijver.
Hij groeide op op een grote schapenboerderij. Hij studeerde filosofie, vocht in de Angola-oorlog, werkte als journalist in Johannesburg, en trok in 1986 naar Australië om zich er de volgende twintig jaar als kok te vestigen. 2007 begon hij al schrijvend in Amsterdam.
In 1986 publiceerde hij zijn debuut Wiblitz, een verhalenbundel waarvoor hij diverse prijzen ontving. Sinds dat jaar publiceerde hij nog twaalf andere titels, waaronder Ik stamel ik sterf (Ek stamel ek sterwe) die werd bekroond met de W.A. Hofmeyr-prijs. Uitgeverij Querido noemt hem een van de grote schrijftalenten van het hedendaagse Zuid-Afrika.
- Bibliothèque nationale de France: cb15037155q (data)
- Gemeinsame Normdatei: 14280309X
- International Standard Name Identifier: 0000 0001 0653 7691
- Library of Congress Control Number: n96068675
- Nationale Bibliotheek van Israël: 987010984333805171
- Nederlandse Thesaurus van Auteursnamen: 161067905
- Système universitaire de documentation: 124210767
- Virtual International Authority File: 34738055
- WorldCat: E39PBJrcqwMWtQrT7RgTdBdvpP